# Lecanoptereae
Lecanoptereae, tribus paprati iz porodice osladovki, dio potporodice Microsoroideae. Sastoji se od dva roda u tropskoj i suptropskoj Aziji, Australiji i dva endema iz roda Bosmania sa Madagaskara.
Rodove Zealandia i Dendroconche Perrie et al. (2021) uključuju u Lecanopteris. 

## Rodovi
1. Bosmania Testo (3 spp.)
2. Lecanopteris Reinw. (24 spp.)